# Teungoh Pulo Agam
Teungoh Pulo Agam is een bestuurslaag in het regentschap Aceh Utara van de provincie Atjeh, Indonesië. Teungoh Pulo Agam telt 123 inwoners (volkstelling 2010).